# Cardinal protecteur
Ne doit pas être confondu avec Cardinal de couronne.
Un cardinal protecteur était un cardinal auquel était demandée une sollicitude spéciale auprès des institutions de la curie romaine en faveur d'un Ordre ou d'un institut religieux, d’une confrérie, église, université, ou même d’une ville ou nation. La fonction vit le jour au XIIIe siècle. En avril 1964 le pape Paul VI décida de ne plus nommer de protecteur. Fonction et titre furent officiellement abolis.

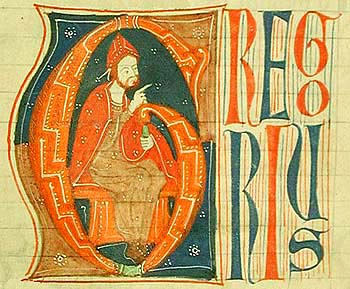
Ugolino di Segni (Grégoire IX), premier cardinal protecteur des Franciscains

## Histoire
Dans les institutions politiques de la Rome antique il existait une relation entre le client (cliens) et patron, qui a peut-être inspiré l’Église catholique. En particulier des villes de l’empire avaient leur patron (patronage) ou protecteur à Rome qui défendait leurs intérêts. Cicéron est connu pour avoir été patron de plusieurs villes dont Durazzo (aujourd’hui Durrës, en Albanie) et Capoue. 
Dans l’Église catholique, l’office en vint à être conféré par le pape, par l’intermédiaire de son Secrétaire d’État, parfois de sa propre initiative, parfois à la demande de ceux qui cherchent protection et défense de leurs intérêts à Rome.  

### Développement dans l’Église
Le premier cardinal protecteur dont on ait des traces précises est Ugolino di Segni (élu plus tard pape : Grégoire IX). À la demande de François d’Assise lui-même, il avait été nommé protecteur de l’Ordre des frères mineurs par le pape Innocent III, nomination renouvelée par son successeur Honorius III. Longtemps les Franciscains furent les seuls à avoir un cardinal protecteur à Rome. 
C’est au XIVe siècle que cet office se répandit, et avec cela les abus. Aussi Martin V interdit aux protecteurs de recevoir quelque argent ou cadeau que ce soit en paiement de leur protection. À la fin du XVIIe siècle Innocent XII fixa définitivement les règles, devoirs et droits des cardinaux protecteurs. 

### Protecteur de royaumes et princes
Royaumes et nations avaient sans doute leur protecteur dès la même époque car Urbain VI (pape de 1378 à 1389) interdit aux cardinaux de recevoir quoi que ce soit de souverains et princes par crainte que « par amour de l’argent ils se laissent aller à des besognes injustes ». 
En 1424 Martin V interdit le protectorat de rois et princes, interdiction qui fut renouvelée par Alexandre VI en 1492. Mais, lors du cinquième concile du Latran (1512), Léon X permit à cette pratique de reprendre ou de continuer, même si les cardinaux étaient invités à exercer l’office de manière impartiale. Le royaume de Portugal fut le dernier à avoir un cardinal protecteur à Rome. Ce rôle disparut avec la chute de la monarchie lors de la révolution d’octobre 1910.  

## Fonction du protecteur
Les protecteurs, en principe désignés par le Pape au moment de l’approbation canonique (le decretum laudis) d’un institut religieux, étaient nécessairement choisis parmi ceux qui appartenaient au gouvernement central de l’Église et résidaient à Rome. Le cumul était fréquent. D’après l’Annuario pontificio certains cardinaux étaient protecteurs de plusieurs dizaines d’instituts. Le cardinal Clemente Micara semble détenir le record : il fut protecteur de 122 instituts et congrégations religieuses. Depuis 1965, l’Annuario pontificio ne mentionne plus cette fonction. 
Tous les instituts et ordres religieux, à l’exception de la Compagnie de Jésus, avaient un cardinal protecteur. Le cardinal n’avait aucune juridiction temporelle ni autorité religieuse interne dans l’institut dont il était le protecteur. Son seul rôle était de le promouvoir et veiller à ses intérêts au sein de la curie romaine.
Dans une lettre au Secrétaire d’État (28 avril 1964), le pape Paul VI informe que, désormais, le souverain pontife ne nommerait plus de protecteur pour les instituts religieux. La fonction et titre ne doivent plus être mentionnés dans l’Annuaire pontifical.  Les cardinaux qui sont protecteurs peuvent garder le titre, devenu strictement honorifique, jusqu’à leur mort.

## Quelques cardinaux protecteurs célèbres
- Ugolino di Segni (1155-1241) (plus tard : pape Grégoire IX) fut à la demande de François d’Assise le protecteur des frères mineurs (franciscains). Il contribua à la confection de leur règle religieuse et des sœurs Clarisses et à faire accepter par le Saint-Siège cet ordre religieux nouveau à l’esprit évangéliquement révolutionnaire.
- Bessarion (1403-1472), fut le cardinal protecteur des moines basiliens (orientaux) en Italie et des Franciscains.
- Robert Bellarmin (1542-1621) fut le cardinal protecteur des moines Célestins et contribua activement à leur réforme. Par manque de temps disponible il déclina la proposition d’être également le protecteur des chanoines Norbertins.
- Jean-Baptiste Franzelin (1816-1886) fut le cardinal protecteur des Bénédictins du Mont-Cassin.
- Pietro Boetto (1871-1946) fut le cardinal protecteur des Sœurs de la Charité, des Joséphines et des Bénédictines de la Providence.
- Augustin Bea (1881-1968) fut nommé cardinal protecteur des Pauvres servantes de Jésus-Christ en août 1963. Paul VI est pape depuis deux mois. C’est sans doute une des dernières nominations d’un cardinal protecteur avant la suppression de la fonction par le même pape.